# Raza Island
Raza Island ist eine Insel zwischen dem Festland der kanadischen Provinz British Columbia und der vorgelagerten Insel Vancouver Island. Raza Island gehört zum Strathcona Regional District und wird der Inselgruppe der Discovery Islands zugerechnet. Teilweise wird die Insel auch der westlich gelegene Inselgruppe Rendezvous Islands zugerechnet.
| Calm Channel → Festland           | Raza Passage → Festland                     | Ramsay Arm → Festland               |
| Deer Passage → Rendezvous Islands | Kompassrose, die auf Nachbargemeinden zeigt | Pryce Channel → Festland            |
| Calm Channel → Read Island        | Calm Channel→ Cortes Island                 | Sutil Channel → West Redonda Island |

Offizielle Gemeinden gibt es auf der Insel nicht und die Insel ist nicht mit einer öffentlichen Fähre erreichbar. Die nächstgelegene größere Ansiedlung liegt südlich auf Cortes Island.